# Paepalanthus myocephalus
Paepalanthus myocephalus là một loài thực vật có hoa trong họ Eriocaulaceae. Loài này được (Mart.) Körn. mô tả khoa học đầu tiên năm 1863.